# 4776 Luyi
4776 Luyi è un asteroide della fascia principale. Scoperto nel 1975, presenta un'orbita caratterizzata da un semiasse maggiore pari a 2,3145095 UA e da un'eccentricità di 0,2318749, inclinata di 5,39290° rispetto all'eclittica.